# Společnost svatého Pavla
Společnost svatého Pavla (latinsky: Societas a Sancto Paulo Apostolo), zkratka SSP, je mužská římskokatolická řeholní kongregace založená bl. Jakubem Alberionem, součást Paulínské rodiny. Její členové se nazývají paulíni. Hlavním posláním Společnosti je hlásat křesťanství lidem moderní doby. Ve třiceti zemích světa paulíni provozují knihkupectví, věnují se redakční práci, žurnalistice, kinematografii, televizi, rádiu, telematice, audiovizuální a multimediální tvorbě.

## Historie
Společnost vznikla 20. srpna 1914 v italské Albě, kdy mladý seminarista Jakub Alberione prožil během eucharistické adorace na přelomu 19. a 20. století v albské katedrále hluboký zážitek. Sám jej popsal slovy: "Ze svaté hostie vycházelo zvláštní světlo - hlubší pochopení Ježíšova pozvání: "Pojďte ke mně všichni…" Cítil jsem se hluboce povinen vykonat něco pro Pána a pro lidi nového století, ve kterém budu žít." V roce 1913 mu biskup svěřil vedení diecézního týdeníku, což Alberione pochopil jako potvrzení Boží vůle. Znamenalo to stát se moderním apoštolem. 20. srpna 1914 pověřil dva chlapce (Desideria Costu a Tita Armaniho) prací v malé tiskárně. Toto datum je považováno za počátek činnosti Typografické školy "Malý dělník" (Scuola tipografica Piccolo Operaio), dnes známé jako Společnost sv. Pavla.
První čtyři paulíni (Dominik Michael Ambrosio, Jan Chrysostom Desiderio Costa, Timotej Josef Giaccardo a Pavel Bartoloměj Marcellino) složili sliby 8. 12. 1917. Prvním knězem se stal Timotej Giaccardo. 
V letech 1921 až 1928 si Společnost sv. Pavla postavila v Albě komplex budov s kostelem sv. Pavla.
Svatý stolec společnost oficiálně schválil 27. června 1949.

## Logo
Současné logo Společnosti sv. Pavla navrhl slavný italský designér Giorgetto Giugiaro v roce 1991. Dvě stoupající přímky symbolizují slova z knihy proroka Izajáše: "Tak tomu bude s mým slovem, které vychází z mých úst: Nenavrátí se ke mně s prázdnou, nýbrž vykoná, co chci, vykoná zdárně, k čemu jsem je poslal.“ Ve znaku lze rozpoznat iniciálu P odkazující na apoštola Pavla. Generální kapitula logo přijala roku 1992. Používá se i pro paulínská nakladatelství Edizioni San Paolo.